# Warren Lambert Wagner
Warren Lambert Wagner ( n. 1950 ) es un botánico estadounidense. Ha trabajado extensamente en la flora de EE. UU., y publicado, en el "Departamento de Botánica, National Museum of Natural History, Smithsonian Institution .
Obtuvo su Ph.D. en Biología, de la Universidad Washington en San Luis, en diciembre de 1981, defendiendo una tesis sobre "estudio sistemático y evolucionario de la especie Oenothera cespitosa"

## Algunas publicaciones
- 1989.  Contributions to the flora of Hawaii. Ed. Bishop Museum Press

### Libros
- warren Lambert Wagner. 1978.  Manual of the saltbushes, Atriplex spp., in New Mexico (General technical report RM). Ed. Rocky Mountain Forest and Range Experiment Station, Forest Service, USDA. 50 pp.
- ------------------------------. 1985.  The systematics and evolution of the Oenothera caespitosa species complex (Onagraceae) (Monographs in systematic botany from the Missouri Botanical Garden). Ed. Missouri Botanical Garden. 103 pp.
- ------------------------------, derral r. Herbst, s.h. Sohmer. 1990. Manual of the flowering plants of Hawaii. Volumen 2 y 83 de Bernice P. Bishop Museum special publication. Editor University of Hawaii Press, 1.853 pp. ISBN 0824811526
- ------------------------------. 1995. Hawaiian Biogeography: Evolution on a Hot Spot Archipelago. Ed. Smithsonian Inst Pr. ISBN 1-56098-462-7
- ------------------------------, s.h. Sohmer. 1999.  Manual of the Flowering Plants of Hawai'i (Bernice Pauahi Bishop Museum Special Publication, 2 Vol. Set). Ed. University of Hawaii Press; Rev Sub edition. 1.948 pp. ISBN 0-8248-2166-1
- ------------------------------, stephen G. Weller, Ann Sakai. 2005. Monograph of Schiedea (Caryophyllaceae-Alsinoideae). Volumen 72 de Systematic botany monographs. Edición ilustrada de American Society of Plant Taxonomists, 169 pp.

- La abreviatura «W.L.Wagner» se emplea para indicar a Warren Lambert Wagner como autoridad en la descripción y clasificación científica de los vegetales.[1]